# Livedrive
Livedrive是j2 Global拥有的在线云备份和同步存储服务。公司为用户提供无限备份空间和2TB或以上的同步存储空间。 Livedrive 使用户能够从手机和平板电脑访问他们的数据。目前 Livedrive 有适用于iOS、Android、Windows、macOS和Chrome OS的应用程序。

## 历史
Livedrive 由Andrew Michael于2008年底创立。该公司的另一位投资者是尼古拉斯考威尔。
2009 年 10 月，Livedrive 通过与 Lifeboat Distribution （一家针对安全、应用程序生命周期以及虚拟化和网络基础设施产品的国际专业软件分销商）的分销协议进入美国市场。
2011 年 4 月，Livedrive 制作了一个愚人节视频，该视频错误地指出该公司正在使用QR碼将文件存储在纸上。这个故事被包括 CBS's Money Watch 在内的多家媒体报道为真实故事。
2014 年 2 月 10 日，Livedrive 被 j2 Global 收购。此後，Livedrive 成爲了 j2 业务云服务部门的一部分，该部门包括 eFax、 eVoice 、Fusemail、Campaigner 和 KeepITsafe。
在因“使用带宽/存储过多”而关闭数百个用户帐户后，Livedrive 在 2014 年 8 月被报道将面临来自不满客户的法律诉讼。

## 媒体流
2010年9月，Livedrive 将个人音乐和电影流添加到他们的帐户中。这使用户能够在远程计算机上收听自己的音乐收藏或观看他们的电影，并由 Livedrive 处理转码。该公司还为用户提供 FTP 访问和无限版本控制。